# نوربرت مورين
نوربرت مورين هو سياسي كندي، ولد في 16 ديسمبر 1945 في كندا. حزبياً، نشط في حزب كيبيك الليبرالي. وقد انتخب عضو الجمعية الوطنية في كيبك ‏ عن دائرة Côte-du-Sud ‏ خلال فترته النيابية ‏.